# هاروی (آرکانزاس)
هاروی (به انگلیسی: Harvey) یک منطقهٔ مسکونی در ایالات متحده آمریکا است که در شهرستان اسکات، آرکانزاس واقع شده‌است. هاروی ۱۸۲٫۸۸ متر بالاتر از سطح دریا واقع شده‌است.